# Magnetospirillum magnetotacticum
Magnetospirillum magnetotacticum es una bacteria magnetotáctica gram-negativa microaerofílica inicialmente aislada de agua de charca por el microbiólogo R. P. Blakemore en 1975. Se caracteriza por una morfología helicoidal o espiralada, y también es una bacteria móvil gracias a la presencia de flagelos. Originalmente fue clasificada como Aquaspirillum magnetotacticum (Maratea & Blakemore, 1981).

## Hábitat
El hábitat típico de M. magnetotacticum consiste en agua dulce baja y sedimentos, caracterizados por la baja concentración de oxígeno necesarios para su crecimiento (microaerofilia) donde vive: en la porción superior del sedimento (zona de transición). Prefiere un gradiente de oxígeno de 1 a 3 % aproximadamente.[cita requerida]

## Características
La característica más peculiar es, probablemente, su capacidad de orientarse de acuerdo al campo magnético terrestre, una habilidad denominada magnetotaxia. Ésta se produce gracias a la presencia en el citoplasma bacteriano de unos orgánulos especiales llamados magnetosomas. También recurre a la aerotaxia, para mantenerse en condiciones favorables de concentración de oxígeno (O2).[cita requerida]
La purificación de los magnetosomas se logra mediante el uso de una columna de separación magnética después de la ruptura de la membrana celular. Si se emplea un detergente en este proceso, tiende a aglomerarlos en lugar de mantenerlos en forma de cadena.